# Neysa McMein

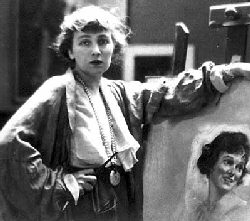
Neysa McMein in ihrem Atelier, 1918

Neysa McMein, eigentlich Marjorie Edna McMein (* 24. Januar 1888 in Quincy, Illinois; † 12. Mai 1949 in New York City, New York) war eine US-amerikanische Illustratorin.

## Leben
Marjorie Edna McMein wuchs in einer wohlhabenden Familie in Quincy auf. Schon früh erkannten ihre Eltern ihr künstlerisches Talent und ließen sie am Art Institute of Chicago studieren. Die 25-jährige McMein ging zusammen mit einer Freundin nach New York City und führte seitdem den Namen Neysa McMein. Hier studierte sie einige Monate Kunstgeschichte an der Art Students' League und verkaufte ihre ersten Zeichnungen an die Boston Star. Im Jahr darauf veröffentlichte die Wochenzeitschrift The Saturday Evening Post von ihr eine Skizze als Coverbild. Während des Ersten Weltkriegs war McMein als Dozentin in Paris tätig.

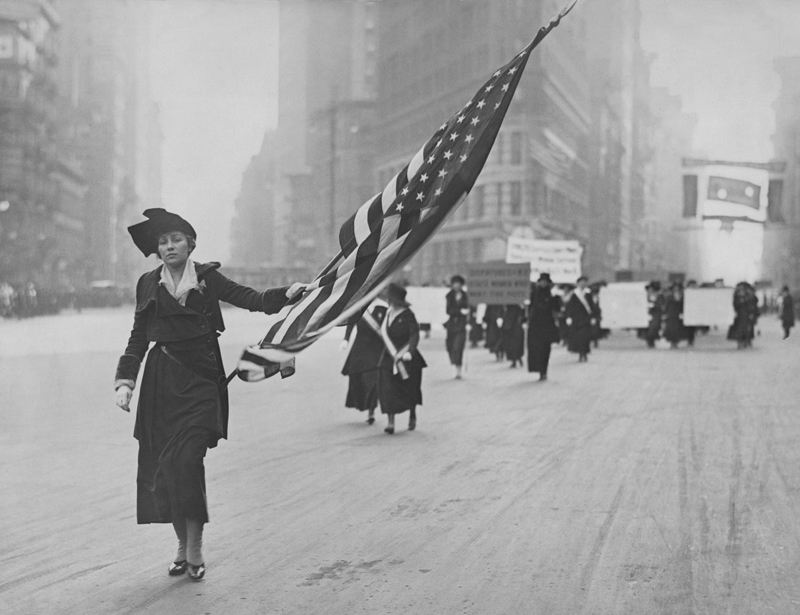
Neysa McMein als Flaggenträgerin auf einer Parade der Lucy Stone League in New York, um 1921

Zwischen den Kriegsjahren arbeitete McMein für McClure's, Liberty, Woman's Home Companion, Collier's Weekly und andere Magazine als Illustratorin. Sie machte sich auch einen Namen als Werbedesignerin, unter anderem für Palmolive und Lucky Strike. Im Frühjahr 1919 lernte McMein die Theaterkritikerin Dorothy Parker kennen und gehörte schon früh zum Algonquin Round Table, einer losen Gruppe von Journalisten, Literaten und Schauspielern, an. Zum Kern der Künstler, die seinerzeit dort einkehrten, gehören Robert Benchley, Heywood Broun, Marc Connelly, Alice Duer Miller, Harpo Marx, Jascha Heifetz, Jane Grant, Ruth Hale, George S. Kaufman, Dorothy Parker, Harold Ross, Robert E. Sherwood, Alexander Woollcott, Franklin Pierce Adams, Edna Ferber, Irving Berlin und Bernard Baruch.
Im Jahre 1921 schloss sich McMein der Frauenrechtsorganisation Lucy Stone League an, deren Ziel es unter anderem war, dass Frauen nach der Heirat ihren Geburtsnamen behalten können. Zwei Jahre später heiratete sie den Bauingenieur und Schriftsteller John Baragwanath, aus der gemeinsamen Verbindung ging eine Tochter, Joan, hervor.
In den späten 1930er Jahren wandelte sich der kommerzielle Stil in der Werbebranche und McMein spezialisierte sich auf Porträtmalerei. Zu ihren Kunden zählten unter anderem Warren G. Harding, Herbert C. Hoover, Edna St. Vincent Millay, Anne Morrow Lindbergh, Dorothy Parker, Janet Flanner, Katharine Cornell, Helen Hayes, Dorothy Thompson, Anatole France, Charlie Chaplin, Charles Evans Hughes und Ferdinand Graf von Zeppelin. 1942 illustrierte sie ein Comic-Strip Deathless Deer, geschrieben von Alicia Patterson.